# Diego Bautista Urbaneja
Diego Bautista Urbaneja è un comune del Venezuela situato nello stato dell'Anzoátegui.
Il capoluogo del comune è la città di Lecheria.